# Mídia de Corumbá
Encontra-se em Corumbá total suporte de comunicação, com o que há de melhor em tecnologia, para veiculação de estratégias de marketing e atualização de informações, sendo um parque tecnológico completo: várias agências de publicidade para criação de material de comunicação e embalagens, indústria gráfica completa e estúdios de rádio e televisão. O uso da internet em Corumbá e Ladário é bem difundido e pode ser encontrado, com qualidade variável, em toda a zona urbana, principalmente em hotéis.

## Comunicação pessoal

### Correios
O Código de Endereçamento Postal varia entre 79.300-000 a 79.349-999. O município conta com 3 agências de correios convencionais e 1 agência de correios comunitário.
| Tipo de agência             | Número de agências |
| --------------------------- | ------------------ |
| Convencionais               | 3                  |
| Comunitárias                | 1                  |
| Caixas de coleta            | 140                |
| Postos de venda de produtos | 15                 |

### Telecomunicações
Assim como em todo o MS, o código de área de Corumbá é 0XX67 e a partir de 1 de setembro de 2008 o município passou a ser servido pela portabilidade telefônica.
Em Corumbá há 35.084 terminais de telefonia fixa, sendo 18.901 residenciais e 16.183 terminais de serviços. Todos eles atendidos pela operadora Oi e os prefixos disponíveis na cidade são 3231, 3232, 3233 e 3234. Já na telefonia móvel há cerca de 50 mil aparelhos na cidade sendo atendida pelas empresas Vivo, Tim, Claro e Oi.
Telecomunicação pública
| Modalidade            | Linhas |
| --------------------- | ------ |
| Longa distância       | 538    |
| Internacionais        | 185    |
| Acessíveis 24h        | 532    |
| Cadeirantes           | 17     |
| Deficientes auditivos | 3      |
| Total geral           | 546    |

## Comunicação de informação instantânea

### Internet
A cidade conta com serviços de internet discada e banda larga (ADSL) sendo oferecidos por diversos provedores de acesso gratuitos e pagos. A rede de internet no município é em fibra Ótica representada por 2 provedores, 4 links de eventos e 3 links de variedades.
| Provedores |
| ---------- |
| Rede 21    |
| Claro      |
| Oi Velox,  |
| Tim        |
| Vivo       |

| Portal de eventos |
| ----------------- |
| Corumbaladas      |
| Pantanal Baladas  |

| Portal de variedades |
| -------------------- |
| Portal Corumbá       |
| Vitrine Virtual      |

| Jornais online           |
| ------------------------ |
| Agora Corumbá            |
| Capital do Pantanal News |
| Corumba On Line          |
| Diarionline              |
| Focus News               |
| Jornal Cidade Branca     |
| Pantanal News            |

| TVs online      |
| --------------- |
| All TV Pantanal |
| WebTVPantanal   |

### Emissoras de rádio
A cidade sedia dez emissoras de rádio, sendo seis em modulação em frequência (FM) e quatro em modulação em amplitude (AM). Há ainda cinco rádios do lado boliviano que o sinal chega na cidade.
| Rádios de Corumbá | Rádios de Corumbá               | Rádios de Corumbá                          |
| Frequência        | Nome                            | Programação                                |
| ----------------- | ------------------------------- | ------------------------------------------ |
| 87.9 MHz          | Pantanal                        | Variada                                    |
| 88.5 MHz          | FM Cidade                       | Variada                                    |
| 92.9 MHz          | Transamérica Hits               | Eclética, Sertaneja, Pop Rock, Hits, Dance |
| 94.3 MHz          | Band FM                         | Eclética, Sucessos, Popular                |
| 96.3 MHz          | Rádio Binacional Divisa         | Eclética, Sucessos, Popular, Dance         |
| 97.1 MHz          | Carolina FM                     | Rádio boliviana. Variado.                  |
| 101.5 MHz         | Alfa y Omega FM                 | Rádio boliviana. Variado.                  |
| 104.3 MHz         | Radioemisoras de las Fuerzas FM | Rádio boliviana. Variado.                  |
| 105.9 MHz         | Rádio Marinha FM                | Variado.                                   |
| 106.5 MHz         | FM del Mar                      | Rádio boliviana. Variado.                  |
| 107.5 MHz         | Continental                     | Rádio boliviana. Variado.                  |
| 540 KHz           | Radiobras                       | Notícias                                   |
| 960 KHz           | Globo                           | Variada                                    |
| 1360 KHz          | Difusora Matogrossense          | Variada                                    |
| 1410 KHz          | Nova Clube                      | Variada                                    |

### Emissoras de Televisão
Há transmissão de canais nas faixas Very High Frequency (VHF) e Ultra High Frequency (UHF).
| VHF   | VHF                            |
| Canal | Emissora - Concessão           |
| ----- | ------------------------------ |
| 5     | TV Morena Corumbá - Rede Globo |
| 11    | TV MS - Rede Record            |
| 13    | SBT MS - SBT                   |

| UHF   | UHF                |
| Canal | Emissora           |
| ----- | ------------------ |
| 19    | Rede Vida          |
| 21    | TV Guanandi - Band |
| 29    | TV Brasil Pantanal |
| 35    | TV Canção Nova     |

## Mídia impressa

### Jornais
Existem dois jornais impressos em circulação no município, sendo um deles diário.
| Nome               | Distribuição |
| ------------------ | ------------ |
| Correio de Corumbá | Semanário    |
| Diário Corumbaense | Diário       |

### Revista
1 revista.
| Revista            | Assunto    |
| ------------------ | ---------- |
| Revista Pantaneira | Variedades |